# Ctenus vespertilio
Ctenus vespertilio är en spindelart som beskrevs av Cândido Firmino de Mello-Leitão 1941. 
Ctenus vespertilio ingår i släktet Ctenus och familjen Ctenidae. Artens utbredningsområde är Colombia. Inga underarter finns listade i Catalogue of Life.